# Italmobiliare
Italmobiliare Società per Azioni est un groupe financier italien fondé à Milan en 1946 et dont la durée est envisagée jusqu'au 31 mars 2050.
Actuellement dirigé par Carlo Pesenti.

## Raison sociale
La société a pour objet d'assumer et de concéder, sous quelque forme que ce soit, des participations dans des sociétés et des organismes, quel que soit leur siège, ainsi que d'exécuter des opérations financières de quelque nature que ce soit. Elle pourra aussi effectuer des opérations mobilières, immobilières et de crédit et accomplir en général toutes les opérations commerciales, industrielles et financières nécessaires et opportunes pour rejoindre ses fins sociales.

### Principaux actionnaires
| Société                                                                                  | Nombre d'actions ordinaires | Pourcentage des actions ordinaires |
| ---------------------------------------------------------------------------------------- | --------------------------- | ---------------------------------- |
| Efiparind B.V. - Amsterdam (indirectement, par la Compagnia Fiduciaria Nazionale S.p.A.) | 10.484.625                  | 47,265                             |
| Serfis S.p.A. Milan                                                                      | 2.288.942                   | 10,319                             |
| Mediobanca S.p.A. Milan                                                                  | 2.106.888                   | 9,498                              |
| Italmobiliare S.p.A. Milano (actions propres)                                            | 911.131                     | 4,107                              |

## Activité
Italmobiliare est une holding qui investit dans des sociétés opérant dans divers secteurs, en Italie et ailleurs.
Les actions qui composent le capital de la société sont cotées à la Bourse de Milan.

### Participations en 2006
L’actuelle structure du portefeuille participations est ainsi distribuée :
- participation stable pour environ 59 % du capital ordinaire de Italcementi S.p.A. société de pointe d'un groupe leader dans le secteur du ciment et des matériaux de construction (chiffre d'affaires 2006 de 5.854 millions d'euros et environ 22 000 employés en 19 pays ;
- participations de contrôle dans le secteur de l'emballage alimentaire (groupe Sirap Gema) ;
- investissements dans les secteurs financier, bancaire et éditorial.